# Зелена миља (филм)
Зелена миља (енгл. The Green Mile) је амерички филм из 1999. године, заснован на истоименој књизи Стивена Кинга.
Прича смештена у затвору на америчком југу 1935. године, где нежни џин Џон поседује мистериозну моћ да лечи људске болести. Пол, главни стражар у затвору, упознаје затвореника, Џона, Афроамериканца који је оптужен за убиство две девојчице. Његов живот се драстично мења када открије да Џон има посебан дар. Пол, препозна Џонов дар, и покушава да помогне да се спречи погубљење осуђеног човека. 

## Радња
У разговору са својом пријатељицом у старачком дому, Паул се присећа догађаја из 1935. године, док је радио као затворски чувар у одељењу за извршавање смртних казни. У затвор стиже Џон Кофи, доброћудни црнац који је осуђен на смртну казну због убиства и силовања две девојчице. Паул открива да Џон Кофи поседује натприродне моћи и способност да лечи друге људе, након што га је излечио од инфекције. Паул касније открива да Џон није крив за убиство, већ је само желео да помогне девојчицама, мислећи да су још у животу. За то време Перси Ветмор један од чувара, и рођак угледног политичара, долази у сукоб са осталим чуварима због свог садистичког понашања. Следећи затвореник који стиже у затворско одељење је Вартон, под надимком Дивљи Бил који је осуђен за убиство троје људи, а уједно је и извршио злочин за који је осуђен Џон Кофи. Мелинда Мурс, супруга управника Хала Мурса, болује од тешког облика тумора на мозгу, а чувари затвора виде једину наду за њен спас у Џону Кофију.

## Улоге
| Глумац             | Улога              |
| ------------------ | ------------------ |
| Ив Брент           | Илејн Конели       |
| Брент Бриско       | Бил Доџ            |
| Патриша Кларксон   | Мелинда Мурс       |
| Џејмс Кромвел      | управник Хал Мурс  |
| Џефри Деман        |                    |
| Мајкл Кларк Данкан | Џон Кофи           |
| Грејам Грин        | Арлен Битербак     |
| Дабс Грир          | стари Паул Еџкомб  |
| Том Хенкс          | Паул Еџкомб        |
| Бони Хант          |                    |
| Даг Хачисон        | Перси Ветмор       |
| Мајкл Џетер        |                    |
| Дејвид Морс        |                    |
| Бари Пепер         | Дин Стентон        |
| Сем Роквел         | 'Дивљи Бил' Вартон |
| Вилијам Садлер     | Клаус Детерик      |
| Гари Синиз         | Берт Хамерсмит     |
| Хари Дин Стентон   | Тут-Тут            |
| Бил Макини         | Џек Ван Хеј        |
| Брајан Либи        | шериф Макги        |

## Зарада
- Зарада у САД - 136.801.374 $
- Зарада у иностранству - 150.000.000 $
- Зарада у свету - 286.801.374 $